# Communauté de communes de la région de Saverne
La communauté de communes de la région de Saverne est une ancienne communauté de communes française, située dans le département du Bas-Rhin et la région Grand Est.

## Histoire
La communauté de communes a été créée le 5 décembre 1997 et regroupait vingt-huit communes. Elle a succédé au District de Saverne, créé le 31 décembre 1991 par arrêté préfectoral et qui comptait 25 communes.
En 1996, Westhouse-Marmoutier adhère à l'intercommunalité.
Le 1er janvier 2017, elle fusionne avec la communauté de communes du pays de Marmoutier-Sommerau pour former la communauté de communes de Saverne-Marmoutier-Sommerau.

## Territoire communautaire

### Composition
La communauté de communes regroupait 28 communes :
| Nom                    | Code Insee | Superficie (ha) | Population (dernière pop. légale) | Densité (hab./km2) |
| ---------------------- | ---------- | --------------- | --------------------------------- | ------------------ |
| Saverne (siège)        | 67437      | 2 601           | 12 046 (2009)                     | 463                |
| Altenheim              | 67006      | 271             | 226 (2009)                        | 84                 |
| Dettwiller             | 67089      | 1 077           | 2 654 (2009)                      | 247                |
| Eckartswiller          | 67117      | 1 243           | 465 (2009)                        | 37                 |
| Ernolsheim-lès-Saverne | 67129      | 1 094           | 600 (2009)                        | 55                 |
| Friedolsheim           | 67145      | 352             | 240 (2009)                        | 68                 |
| Furchhausen            | 67149      | 286             | 384 (2009)                        | 134                |
| Gottenhouse            | 67161      | 125             | 375 (2009)                        | 300                |
| Gottesheim             | 67162      | 511             | 346 (2009)                        | 68                 |
| Haegen                 | 67179      | 2 032           | 638 (2009)                        | 31                 |
| Hattmatt               | 67185      | 415             | 661 (2009)                        | 159                |
| Kleingœft              | 67244      | 250             | 140 (2009)                        | 56                 |
| Landersheim            | 67258      | 213             | 191 (2009)                        | 90                 |
| Littenheim             | 67269      | 421             | 286 (2009)                        | 68                 |
| Lupstein               | 67275      | 782             | 803 (2009)                        | 103                |
| Maennolsheim           | 67279      | 274             | 218 (2009)                        | 80                 |
| Monswiller             | 67302      | 472             | 2 164 (2009)                      | 459                |
| Ottersthal             | 67366      | 313             | 715 (2009)                        | 228                |
| Otterswiller           | 67367      | 328             | 1 357 (2009)                      | 414                |
| Printzheim             | 67380      | 430             | 221 (2009)                        | 50                 |
| Reinhardsmunster       | 67391      | 1 863           | 475 (2009)                        | 26                 |
| Saessolsheim           | 67423      | 649             | 509 (2009)                        | 78                 |
| Saint-Jean-Saverne     | 67425      | 639             | 602 (2009)                        | 94                 |
| Steinbourg             | 67478      | 1 273           | 2 001 (2009)                      | 157                |
| Thal-Marmoutier        | 67489      | 342             | 751 (2009)                        | 220                |
| Waldolwisheim          | 67515      | 565             | 533 (2009)                        | 94                 |
| Westhouse-Marmoutier   | 67527      | 396             | 255 (2009)                        | 64                 |
| Wolschheim             | 67553      | 365             | 314 (2009)                        | 86                 |
| Total                  | —          | 19 582          | 30 170 (2009)                     | 154                |

## Administration

### Siège
Le siège de la communauté de communes était à Saverne, 12 rue du Zornhoff.

### Tendances politiques
| Commune                | Maire                | Étiquette | Étiquette |
| ---------------------- | -------------------- | --------- | --------- |
| Altenheim              | Mickaël Vollmar      |           | SE        |
| Dettwiller             | Claude Zimmermann    |           | DVD       |
| Eckartswiller          | Jean-Jacques Jundt   |           | DVD       |
| Ernolsheim-lès-Saverne | Alfred Ingweiler     |           | DVD       |
| Friedolsheim           | Adrien Heitz         |           | SE        |
| Furchhausen            | Denis Hittinger      |           | DVD       |
| Gottenhouse            | Jean-Luc Simon       |           | DVD       |
| Gottesheim             | Gérard Krieger       |           | SE        |
| Haegen                 | Bernard Bich         |           | SE        |
| Hattmatt               | Alain Sutter         |           | DVD       |
| Kleingœft              | Alain Grad           |           | SE        |
| Landersheim            | Chantal Reibel-Weiss |           | SE        |
| Littenheim             | Bernard Lutz         |           | SE        |
| Lupstein               | Denis Reiner         |           | DVD       |
| Maennolsheim           | Anny Kuhn            |           | DVD       |
| Monswiller             | Pierre Kaetzel       |           | DVD       |
| Ottersthal             | Daniel Gérard        |           | DVD       |
| Otterswiller           | Joseph Cremmel       |           | LR        |
| Printzheim             | Michel Eichholtzer   |           | DVD       |
| Reinhardsmunster       | Marcel Stengel       |           | SE        |
| Saessolsheim           | Dominique Muller     |           | DVD       |
| Saint-Jean-Saverne     | Henri Wolff          |           | SE        |
| Saverne                | Stéphane Leyenberger |           | LR        |
| Steinbourg             | Gilles Dubourg       |           | DVD       |
| Thal-Marmoutier        | Jean-Claude Distel   |           | DVD       |
| Waldolwisheim          | Marc Wintz           |           | DVD       |
| Westhouse-Marmoutier   | Jean-Claude Haettel  |           | DVD       |
| Wolschheim             | Jean-Marc Gitz       |           | DVD       |

### Conseil communautaire
Les 66 conseillers titulaires étaient ainsi répartis selon le droit commun comme suit :
| Nombre de délégués | Communes |
| ------------------ | --- |
| 19                 | Saverne |
| 4                  | Dettwiller, Monswiller, Steinbourg                                                                                               |
| 3                  | Otterswiller |
| 2                  | Ernolsheim-lès-Saverne, Haegen, Hattmatt, Lupstein, Ottersthal, Saessolsheim, Saint-Jean-Saverne, Thal-Marmoutier, Waldolwisheim |
| 1                  | Les autres communes |

### Liste des présidents
| Période                | Période       | Identité       | Étiquette | Qualité |
| ---------------------- | ------------- | -------------- | --------- | --- |
| District               |               |                |           | |
| janvier 1992           | décembre 1997 | Émile Blessig  | UDF-CDS   | Adjoint au maire de Saverne (1989 → 1995) Conseiller général de Saverne (1988 → 2008)                                                |
| Communauté de communes |               |                |           | |
| décembre 1997          | juin 1998     | Émile Blessig  | UDF-FD    | Adjoint au maire de Saverne (1989 → 1995) Conseiller général de Saverne (1988 → 2008) Démissionnaire après son élection comme député |
| octobre 1998           | décembre 2016 | Pierre Kaetzel | DVD       | Maire de Monswiller (1995 → 2020) |

### Compétences

#### Compétences obligatoires
- Aménagement de l'espace
  - Schéma de cohérence territoriale (SCOT).
  - Création et mise en œuvre des zones d’aménagement concerté (ZAC) pour les projets communautaires d’aménagement.
  - Constitution de réserves foncières pour les projets d’intérêt communautaire.
  - Élaboration d’un document de synthèse des cartes communales, plans d’occupation des sols et plans locaux d’urbanisme des communes membres.

- Développement économique
  - Aménagement, extension, entretien et gestion de zones d'activités supérieures à 1 ha et de leurs voies d’accès.
  - Études, aménagement et gestion de plate-forme départementale d'activités.
  - Gestion, entretien et développement de la Maison de l’Emploi et de la Formation.
  - Gestion et entretien du site technique pour l’informatisation du Livre Foncier d’Alsace et de Moselle.
  - Développement touristique (Office de Tourisme de Saverne et sa Région).
  - Actions de développement économique (promotion économique, insertion professionnelle, attribution d'aides directes et indirectes aux entreprises).

#### Compétences optionnelles
- Protection et mise en valeur de l'environnement
  - Amélioration de la qualité paysagère et du cadre de vie du territoire communautaire.
  - Élimination et valorisation des déchets des ménages et assimilés.

- Politique du logement et du cadre de vie
  - Mise en œuvre des outils de programmation et d'études dans les domaines de l'habitat (PLH, OPAH).
  - Aide à la création de logements sociaux.
  - Création d’un observatoire de l’habitat (analyse des flux et de la consommation du foncier) ou adhésion à un observatoire à vocation élargie.
  - Entretien et gestion de l'aire d'accueil des gens du voyage à Saverne.

- Développement et aménagement sportif de l’espace communautaire
  - Entretien et gestion du centre nautique intercommunal "l'Océanide".

#### Compétences facultatives
- Politique enfance et jeunesse
  - Étude, création, aménagement, entretien et gestion des structures d'accueil en faveur de l'enfance et de l'adolescence : crèches, haltes-garderies, structures multi-accueils, relais assistantes maternelles et centres de loisirs sans hébergement à dimension et structuration intercommunale.

- Transport
  - Organisation du service de transport collectif à la demande « Comette ».

- Éducation musicale
  - Interventions dans les écoles maternelles et élémentaires.

- Technologies de l'information et de la communication
  - Développement des réseaux et infrastructures numériques.

### Effectifs
| 1996 | 2004 | 2005 | 2010 | 2015 |
| ---- | ---- | ---- | ---- | ---- |
| 5    | 49   | 76   | 150  | 181  |